# Maniconeura relicta
Maniconeura relicta är en nattsländeart som först beskrevs av Martynov 1928.  Maniconeura relicta ingår i släktet Maniconeura och familjen kantrörsnattsländor. Inga underarter finns listade i Catalogue of Life.